# 서다르푸르주

서다르푸프주의 위치

서다르푸르주(아랍어: غرب دارفور)는 수단 다르푸르에 있는 주(州)로, 주도는 알주나이나이며 인구는 1,006,801명(2006년 기준), 면적은 79,460km2이다. 서쪽으로는 차드와 국경을 접한다.